# Comuna Silivașu de Câmpie, Bistrița-Năsăud
Silivașu de Câmpie (în maghiară: Mezőszilvás) este o comună în județul Bistrița-Năsăud, Transilvania, România, formată din satele Draga, Fânațele Silivașului, Porumbenii și Silivașu de Câmpie (reședința).

## Demografie
Componența etnică a comunei Silivașu de Câmpie
     Români (85,02%)
     Romi (2,26%)
     Alte etnii (0%)
     Necunoscută (12,72%)
Componența confesională a comunei Silivașu de Câmpie
     Ortodocși (84,19%)
     Adventiști (1,43%)
     Alte religii (1,31%)
     Necunoscută (13,08%)
Conform recensământului efectuat în 2021, populația comunei Silivașu de Câmpie se ridică la 841 de locuitori, în scădere față de recensământul anterior din 2011, când fuseseră înregistrați 1.011 locuitori. Majoritatea locuitorilor sunt români (85,02%), cu o minoritate de romi (2,26%), iar pentru 12,72% nu se cunoaște apartenența etnică. Din punct de vedere confesional, majoritatea locuitorilor sunt ortodocși (84,19%), cu o minoritate de adventiști (1,43%), iar pentru 13,08% nu se cunoaște apartenența confesională.

## Politică și administrație
Comuna Silivașu de Câmpie este administrată de un primar și un consiliu local compus din 9 consilieri. Primarul, Ionuț-Andrei Cămărășan[*], de la Partidul Social Democrat, este în funcție din 1 noiembrie 2024. Începând cu alegerile locale din 2024, consiliul local are următoarea componență pe partide politice:
|  | Partid                          | Consilieri | Componența Consiliului | Componența Consiliului | Componența Consiliului |
|  | ------------------------------- | ---------- | ---------------------- | ---------------------- | ---------------------- |
|  | Partidul Social Democrat        | 3          |                        |                        |                        |
|  | Alianța pentru Unirea Românilor | 2          |                        |                        |                        |
|  | Partidul Național Liberal       | 1          |                        |                        |                        |
|  | Partida Romilor „Pro Europa”    | 1          |                        |                        |                        |
|  | Partidul Mișcarea Populară      | 1          |                        |                        |                        |
|  | Partidul Puterii Umaniste       | 1          |                        |                        |                        |

## Atracții turistice
- Biserica ortodoxă din satul Silivașu de Câmpie
- Biserica de lemn "Sfinții Arhangheli Mihail și Gavriil" din satul Fânațele Silivașului, monument istoric
- Biserica de lemn "Cuvioasa Paraschiva" din satul Silivașu de Câmpie, construcție secolul al XVII-lea, monument istoric
- Monumentul Eroilor din Silivașu de Câmpie

## Imagini

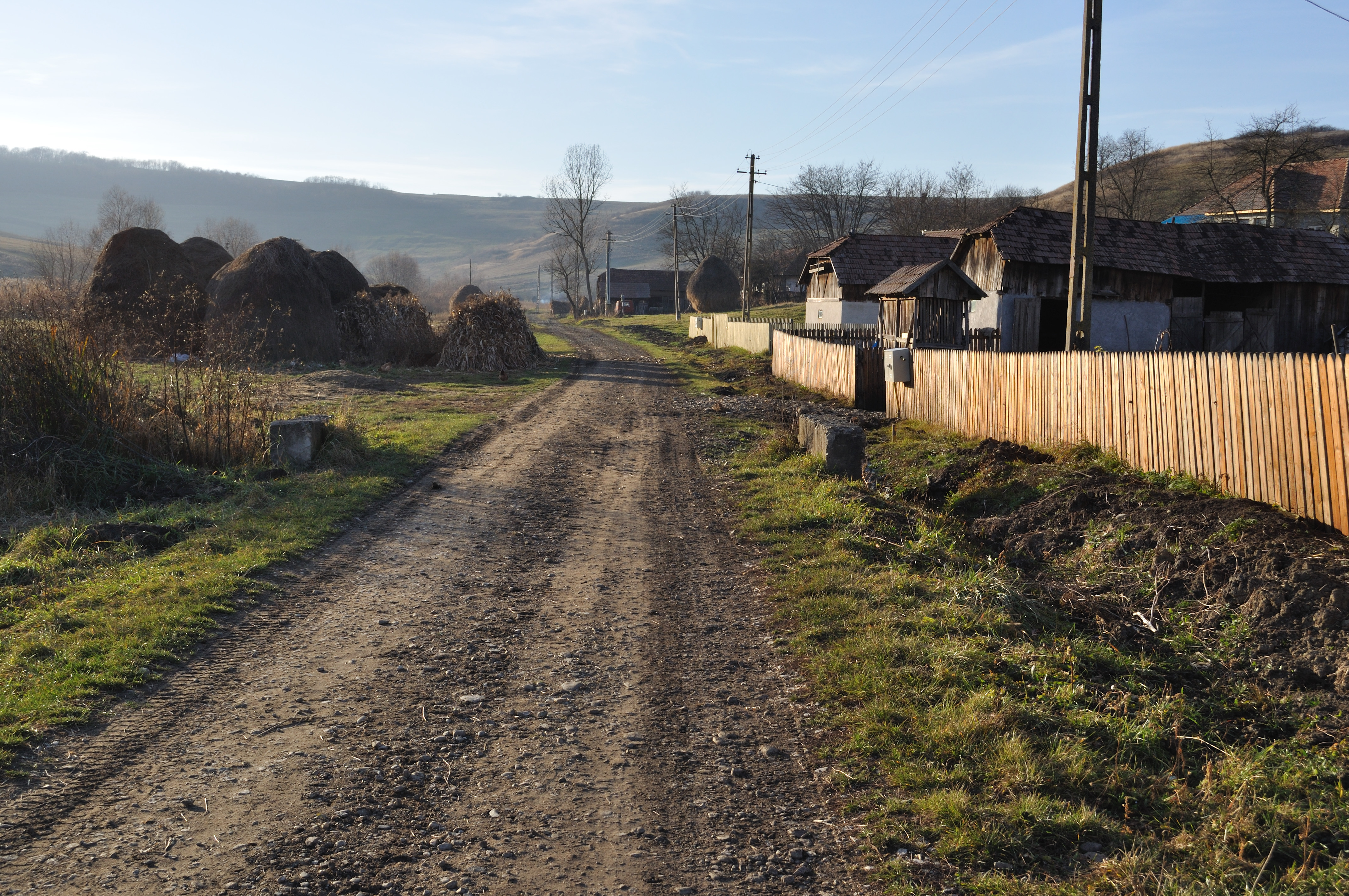
Satul Fânațele Silivașului
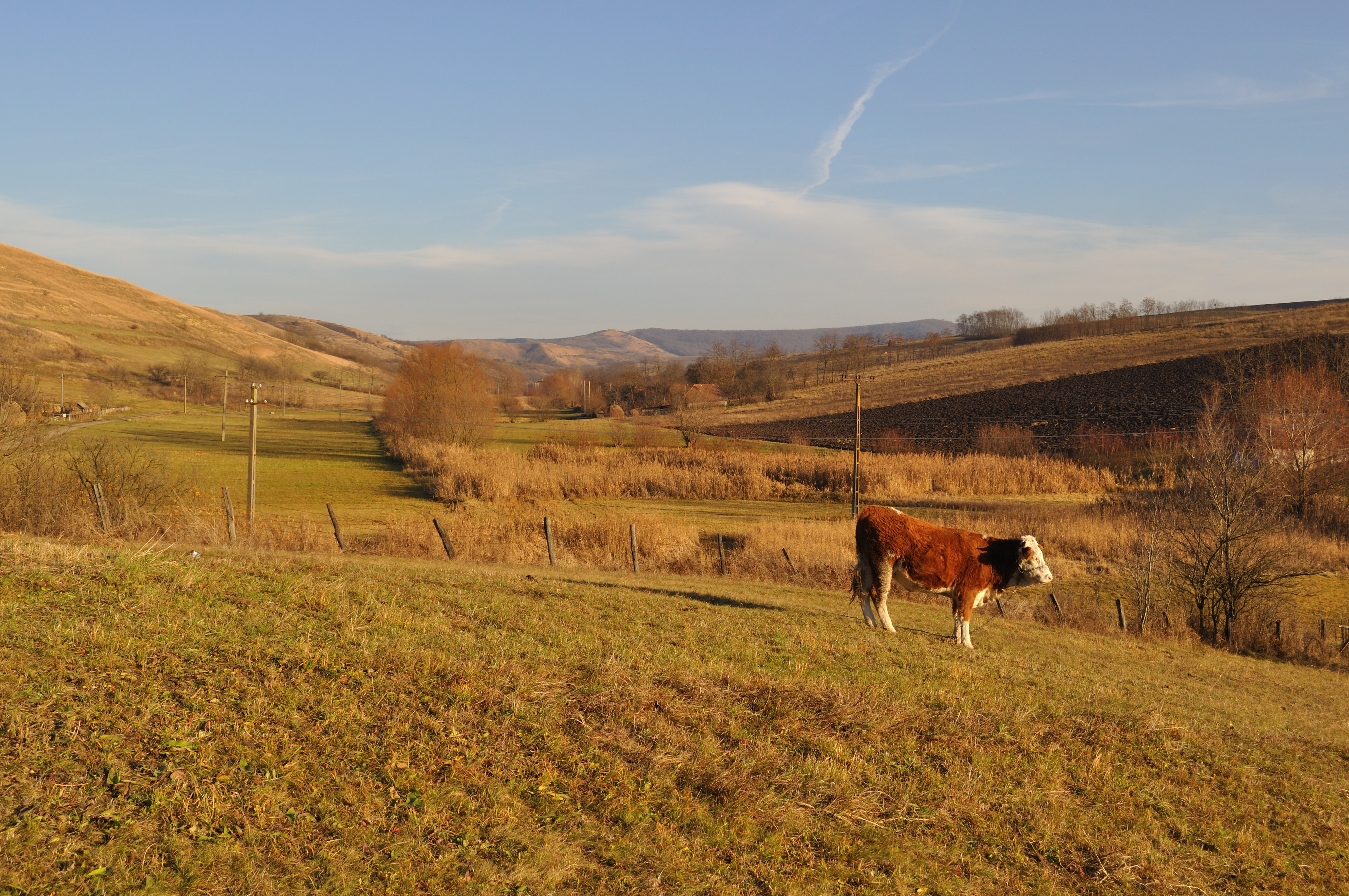
Fânațele Silivașului (împrejurimi)
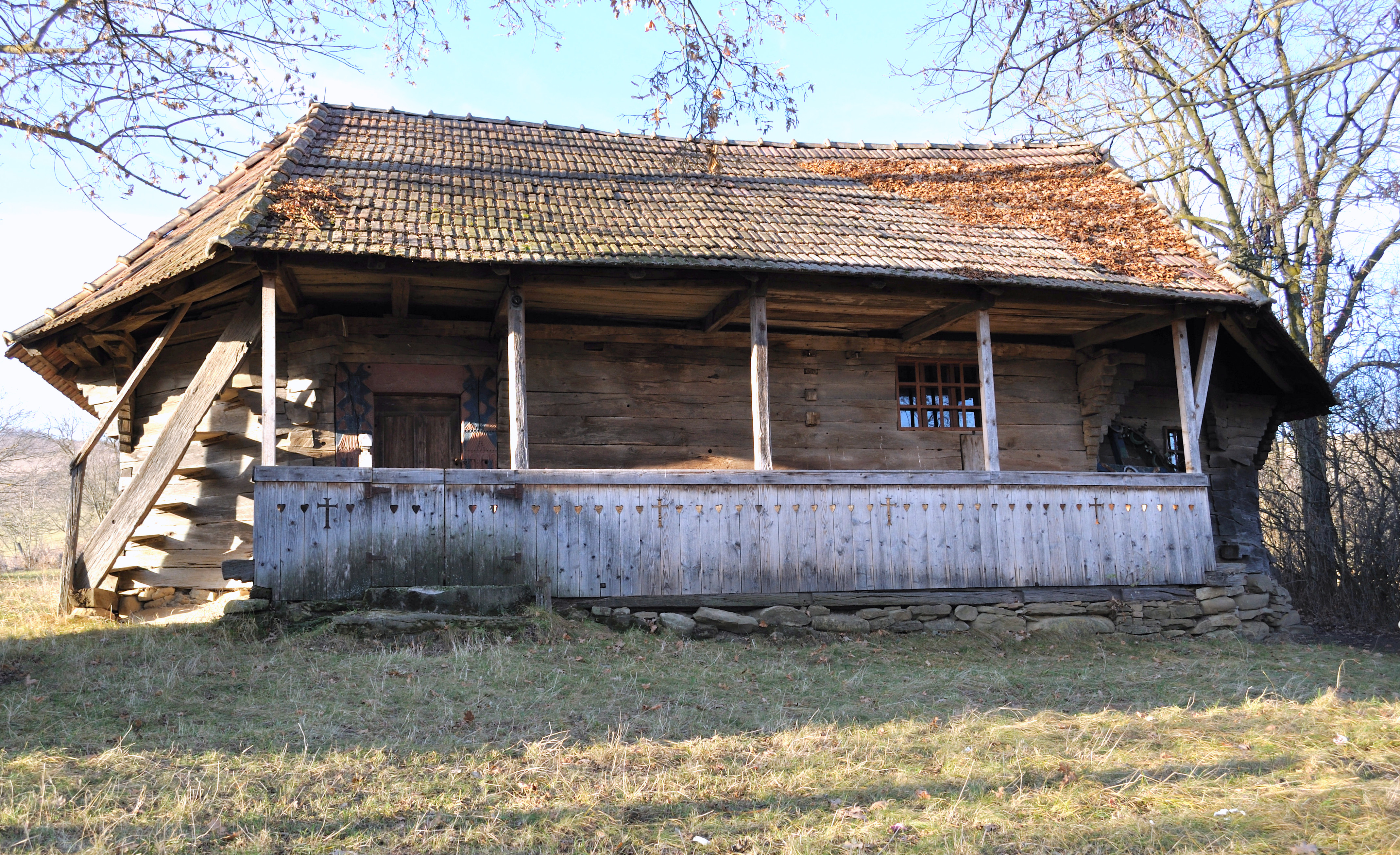
Biserica de lemn „Sfinții Arhangheli” din Fânațele Silivașului (monument istoric)
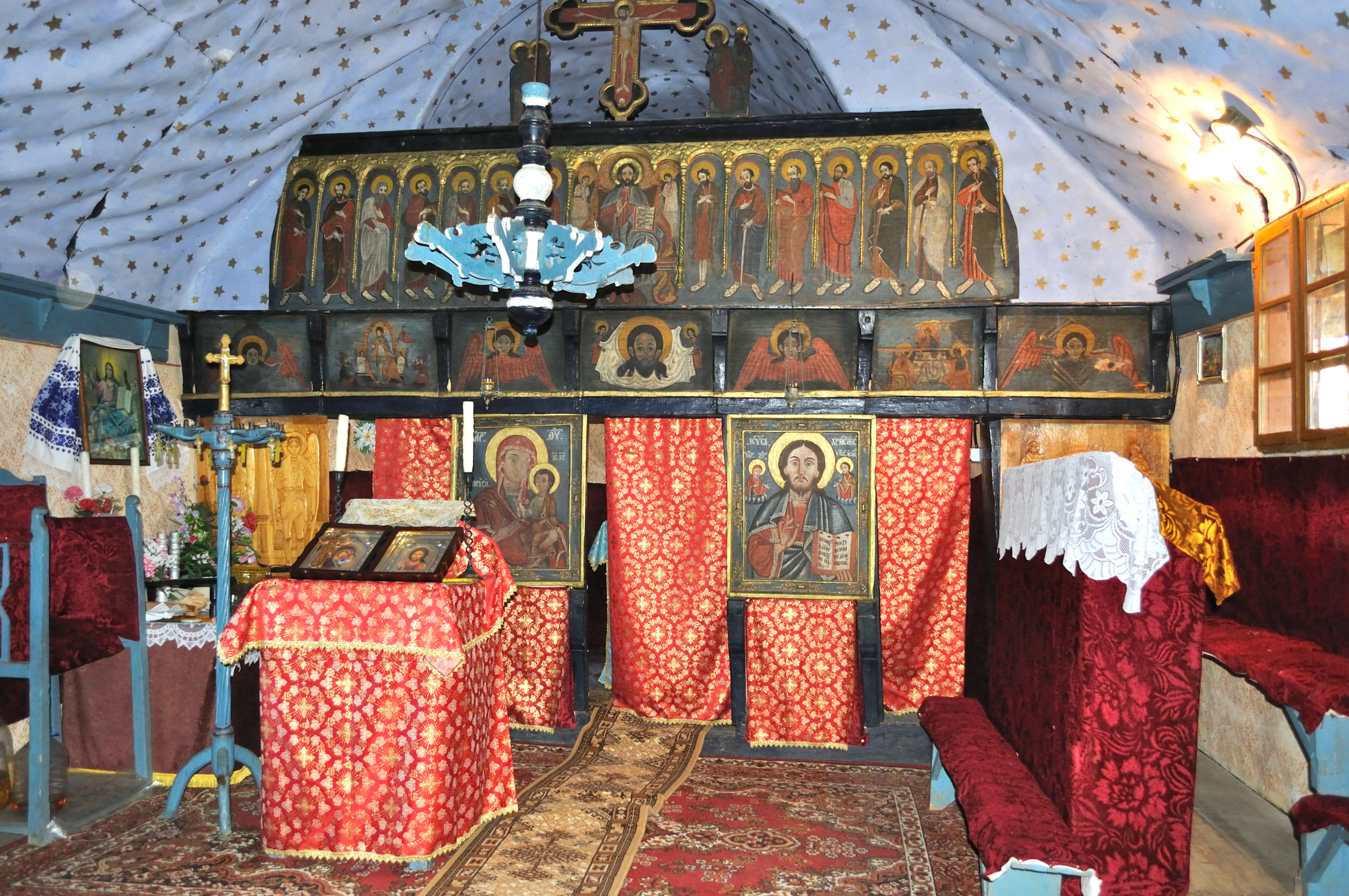
Biserica de lemn „Sfinții Arhangheli” din Fânațele Silivașului (interiorul)
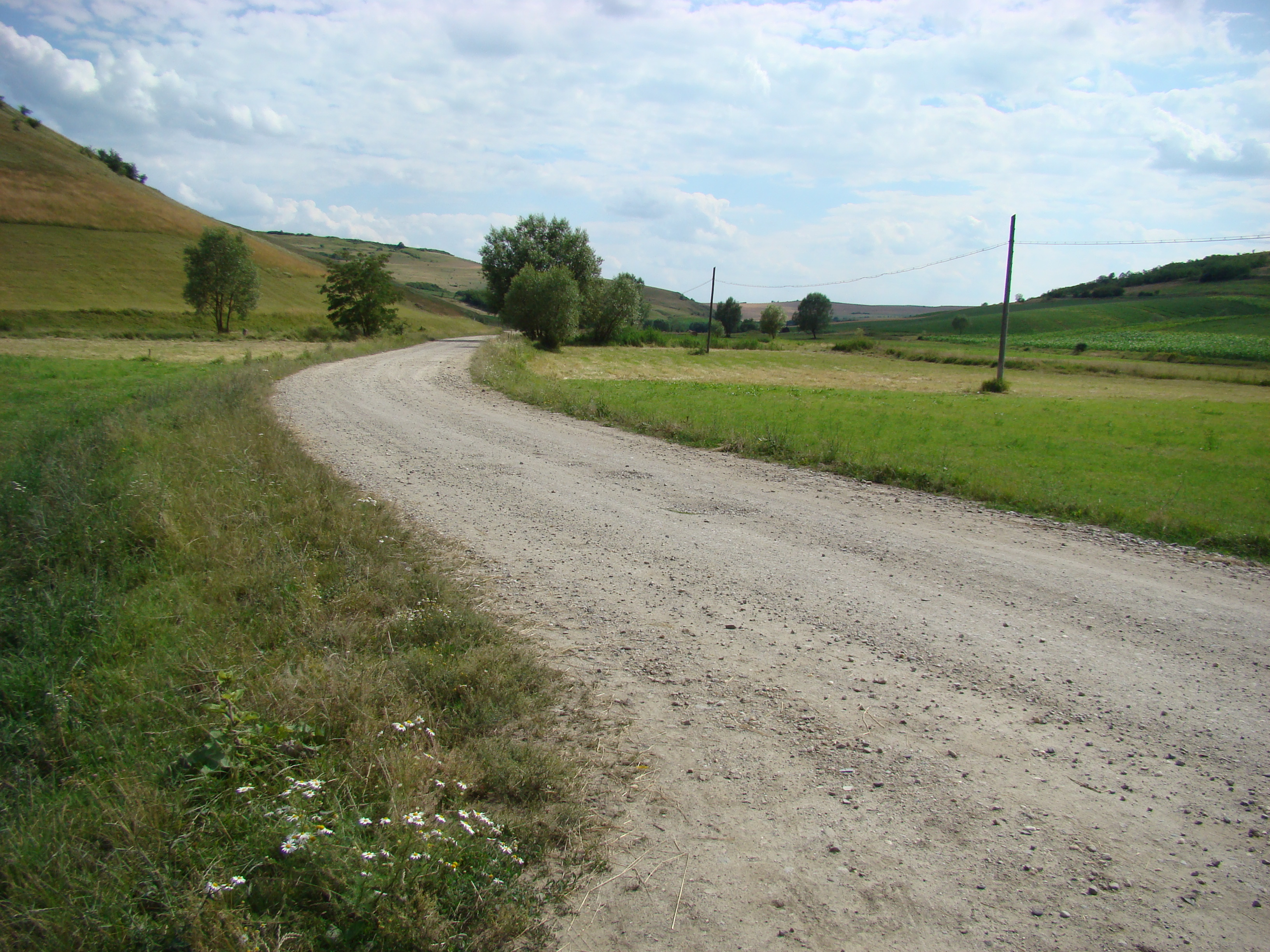
Drumul Silivașu de Câmpie-Visuia
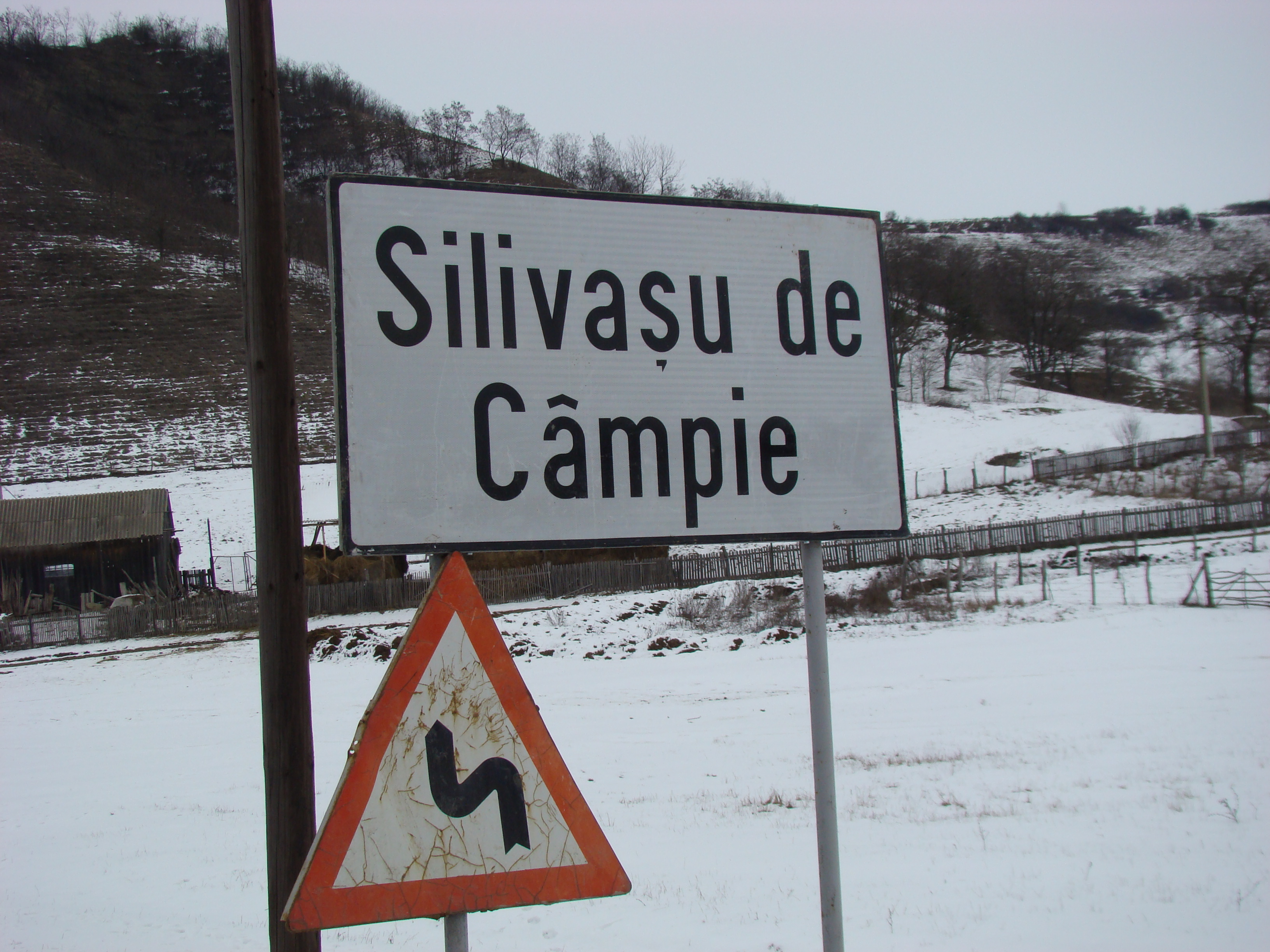
Intrarea în localitatea Silivaşu de Câmpie
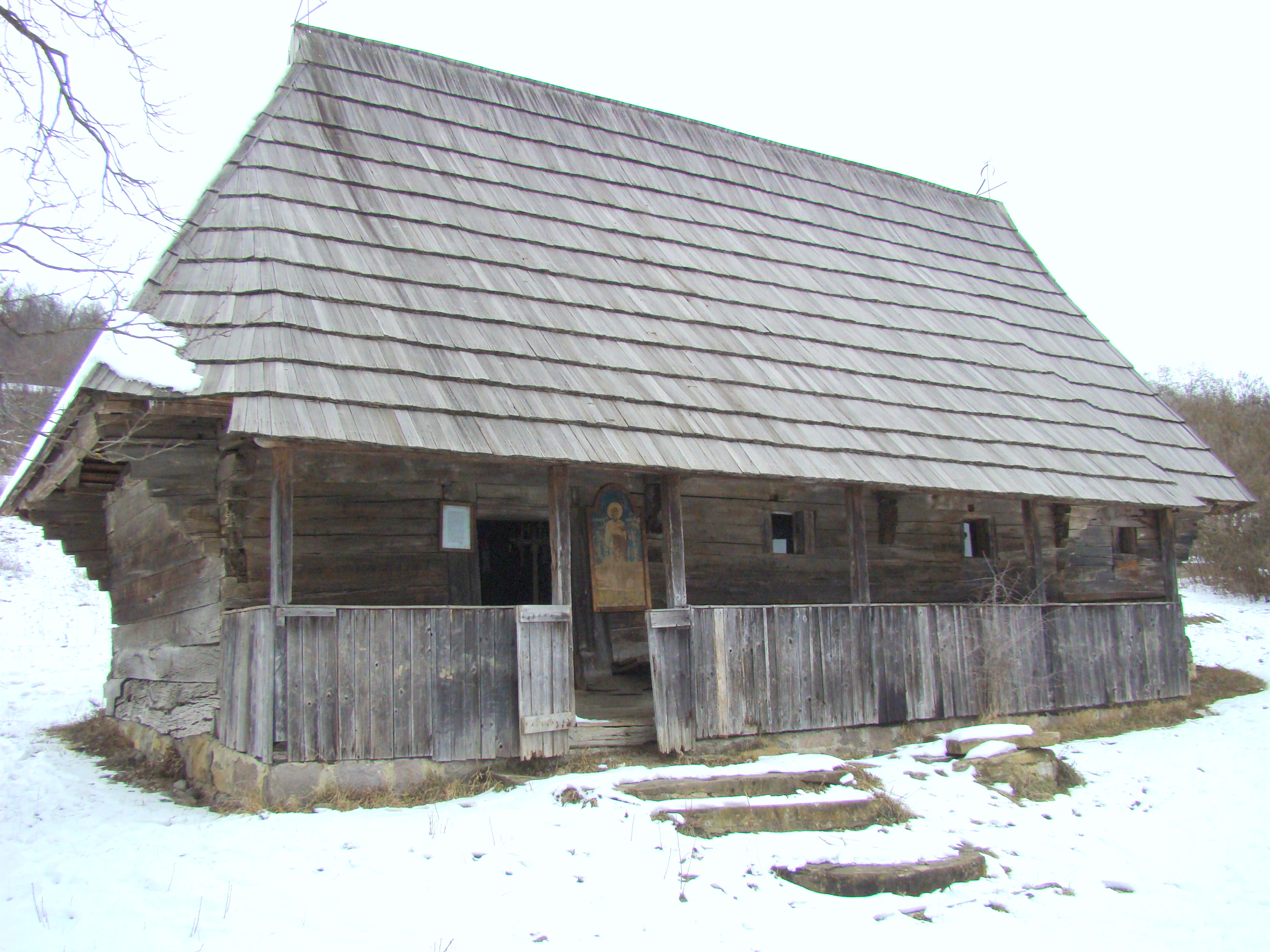
Biserica de lemn (monument istoric)
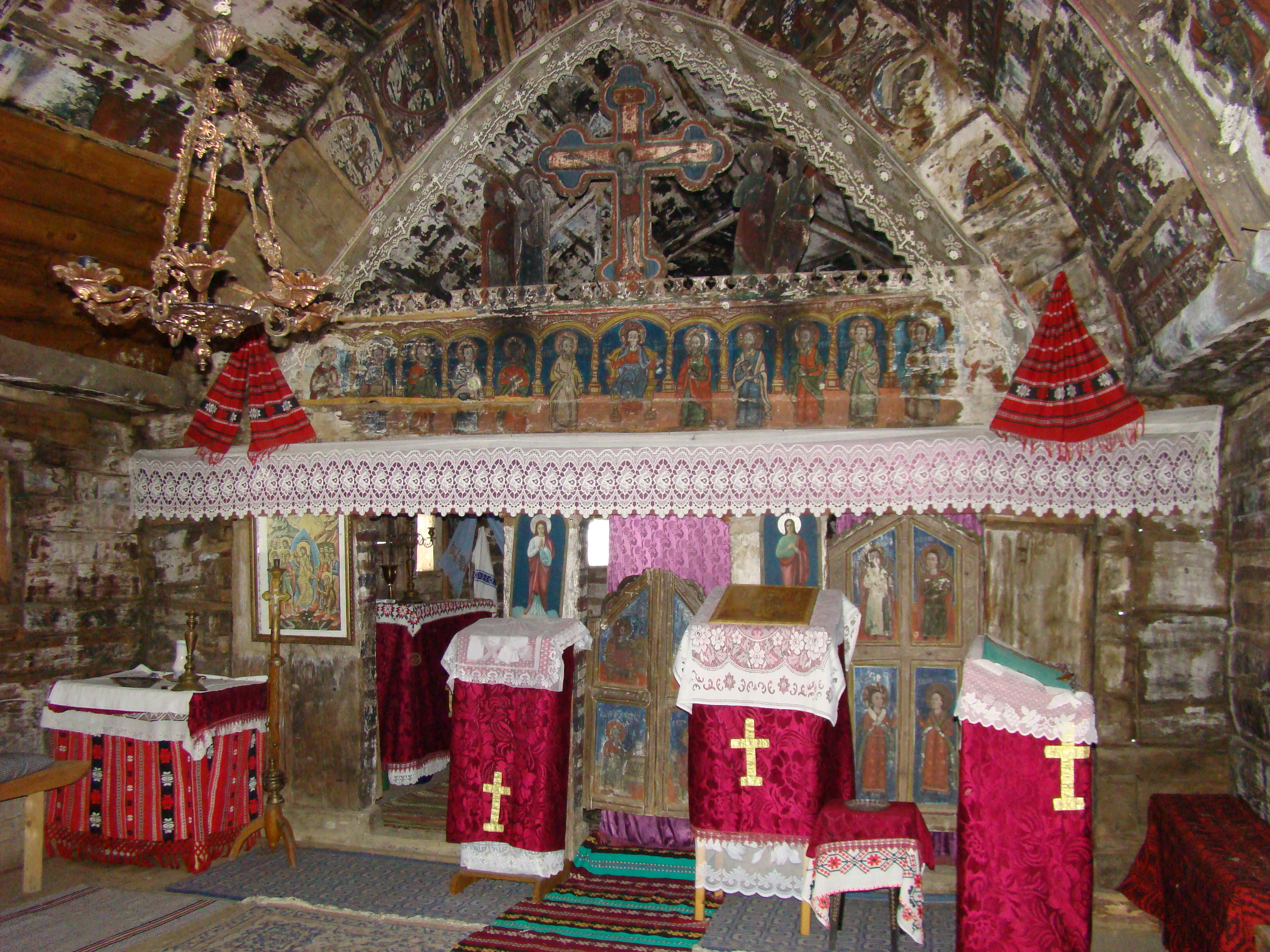
Biserica de lemn (interiorul)
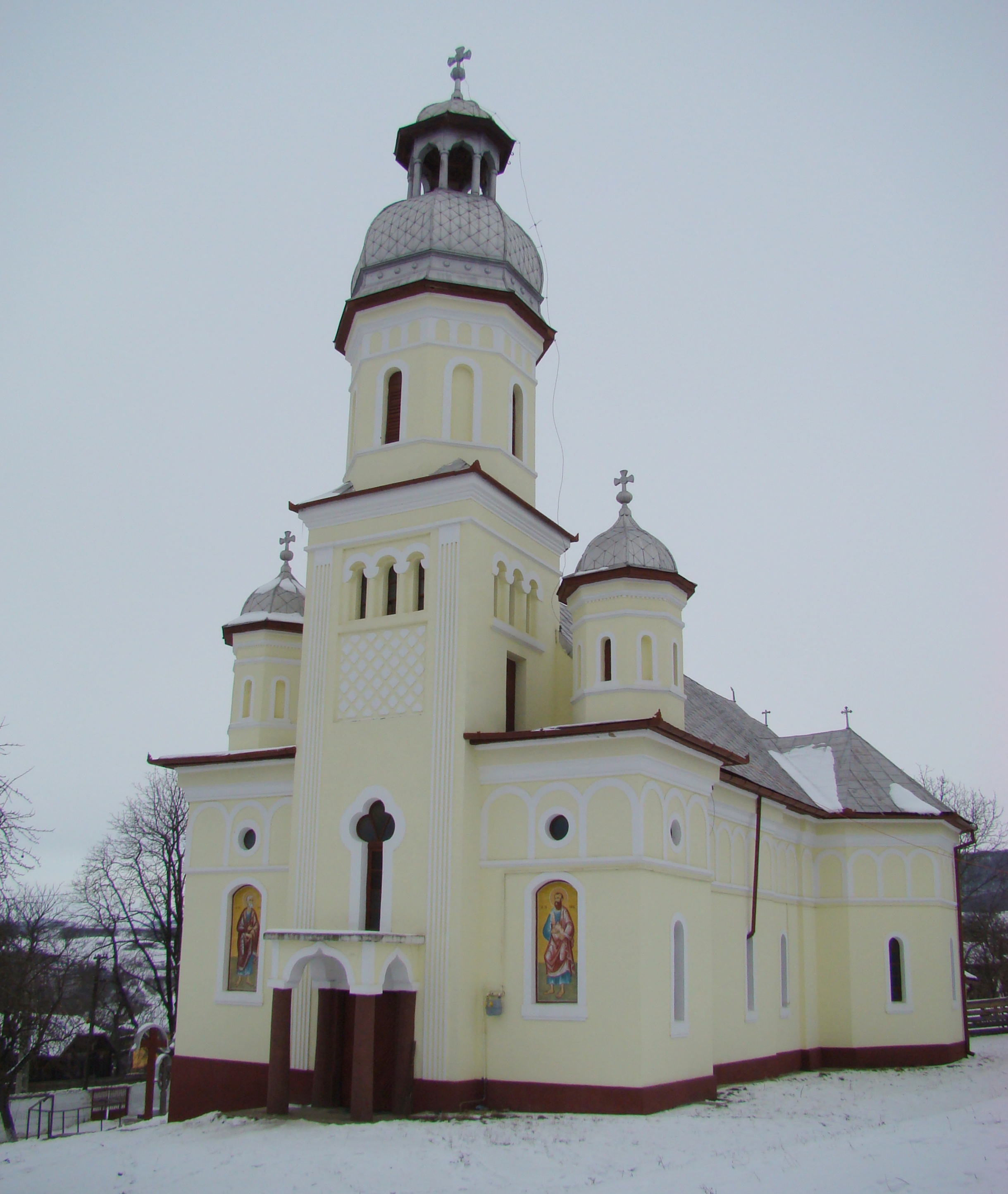
Biserica nouă de zid